# Красовка (Омская область)
 Кра́совка  — село в Оконешниковском районе Омской области. Административный центр Красовского сельского поселения.

## География
Расположено в 12 км от районного центра Оконешниково в северо-восточной части Оконешниковского муниципального района и в 145 км от города Омска, в 101 км от реки Иртыш, от железнодорожной станции Колония Транссибирской магистрали — 18 км.

## История
Основано в 1911 году. В 1928 г. деревня Красовка состояла из 31 хозяйств, основное население — русские. В составе Миргородского сельсовета Калачинский район Омского округа Сибирского края.

## Население
| 2002 | 2010 |
| ---- | ---- |
| 820  | ↘722 |